# 東京ホテイソン
東京ホテイソン（とうきょうホテイソン）は、グレープカンパニー所属のお笑いコンビ。M-1グランプリ2020ファイナリスト。

## メンバー
ショーゴ（1994年2月1日 - ）（31歳）
ボケ・ネタ作り担当、立ち位置は向かって右。
- 鹿児島県肝属郡東串良町出生、東京都板橋区出身。板橋区立赤塚第三中学校を経て東京都立高島高等学校卒業。身長169 cm、体重63.9 kg。血液型A型。
- 本名、柴田 祥吾（しばた しょうご）。漢字表記は非公表であったが、2023年2月に開催されたボディビルの大会『マッスルゲート』にて本名で出場する形で漢字表記を公表した。
- 小学生時代に俳優の山﨑賢人と同じサッカーチームに所属していた。
- 酒は飲めるが強くはないため、周りが飲酒する場面でも飲まないことも多い。番組の企画などによっては飲む場合もある。
- 趣味はフットサル、筋トレ。特技はギターだが、実際は事務所に何か特技を上げろと言われて適当に答えただけなので本当は弾けない。
- 趣味に筋トレとある通り現在はバルクアップされた筋肉質な体型が特徴だが、芸人デビュー直後は「ガリガリの方がセンスがある様に思われる」という理由からそれまでやっていた筋トレを止め、体重も48 kgとかなり細身だった。2020年現在では考えを改め筋トレを再開。2023年2月には前述の『マッスルゲート』にてメンズフィジーク新人168センチ以下級に参加し、エントリー8人の中から優勝を勝ち取った。
- ボケのジャンルは「座り顔ツッコミ待ち侍」。
- M-1グランプリ2005を見て、芸人への憧れを抱く。芸人を志すようになったきっかけは、高校1年時に観た『ダウンタウンのガキの使いやあらへんで!』（日本テレビ）でのフリートーク。
- NSCの東京校に20期生として1か月のみ通っていたが、海軍と書かれたTシャツを着た身長およそ2mの先輩との喧嘩が原因で中退しており、元々は作家志望だった。入学金を出してもらった負い目から親には中退したのを隠し、相方・たけるとはNSCで出会ったことにしていた。
- 2015年頃まで、当時の交際相手に「アヒル口が可愛い」と褒められたことがきっかけで「あひる」という芸名を使用していた。
- ジャケットの下にTシャツを着ていることが多い。M-1グランプリ2020で布袋尊がデザインされたTシャツを着ていたのを松本人志（ダウンタウン）にイジられたことがきっかけで、BEAMS JAPANが布袋尊の絵の上部に「東京」の文字を足した特別仕様のTシャツ（非売品）を作った。
- 2024年5月15日、『ラヴィット!』（TBSテレビ）内で、以前より交際を続けていた一般女性との入籍を発表した。番組内ではサプライズとして結婚を報告したショーゴに対して、「知らなかった」として出演者たちが続々とスタジオを退出してショーゴを困惑させたのちに、きつねの楽曲「ペアーズ」を歌唱しながら再登場するという逆サプライズを仕掛ける形で祝福した。なお相方のたけるには事前にコンビのYouTubeのドッキリ企画で伝えており、その動画は『ラヴィット!』放送後に投稿された。

たける（1995年3月24日 - ）（30歳）
ツッコミ担当、立ち位置は向かって左。

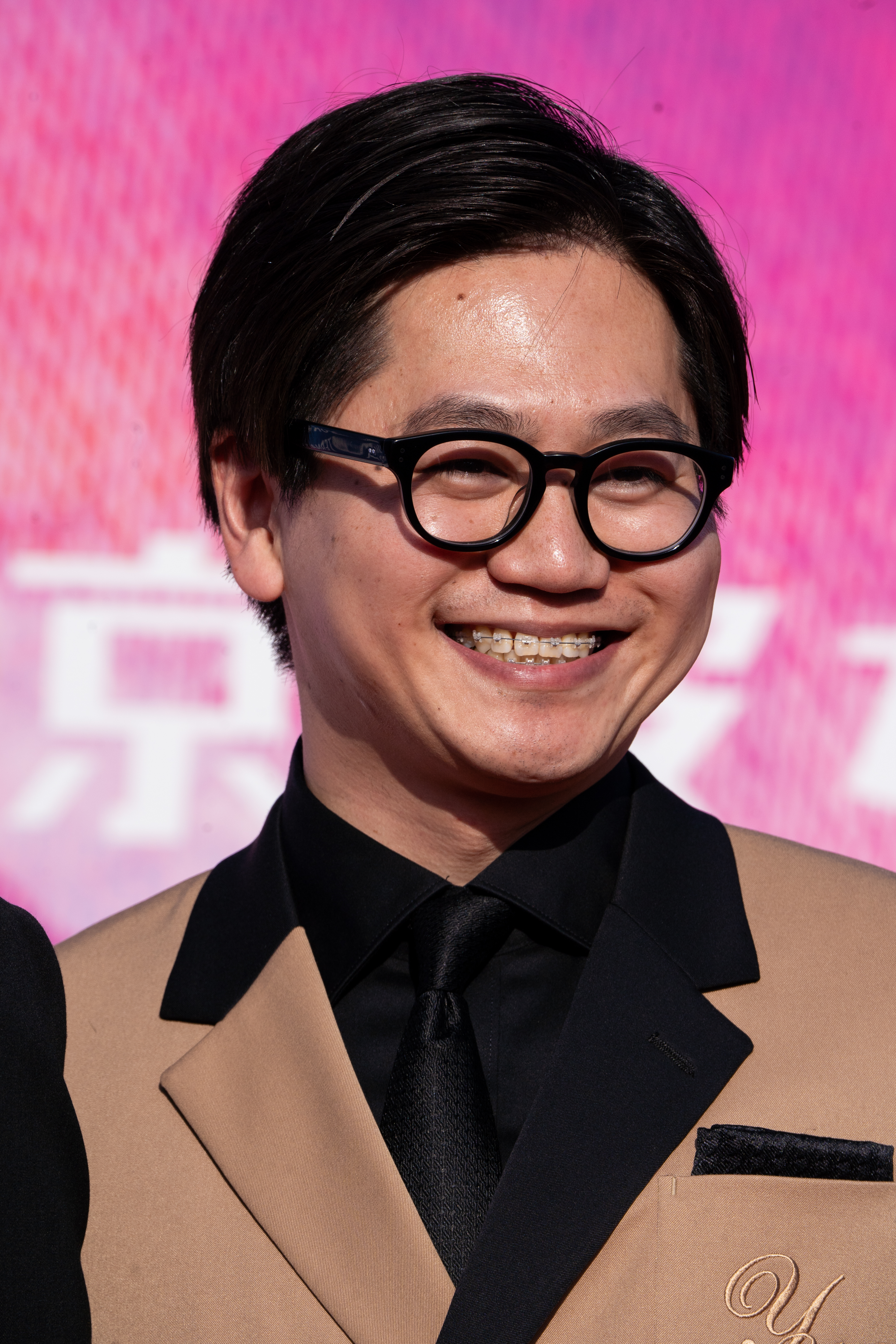
たける（2024年）

- 岡山県高梁市成羽町出身。岡山県立総社高等学校、中央大学商学部卒業。身長174 cm、体重70 kg。血液型B型。
- 兄と妹がおり、実家は自動車整備業「高木モータース」を経営。実父は「三遊亭車修理男」と称している。
- 本名、高木 建（たかき たける）。長い間非公表としていたが、自身のTwitterにて公表した。
- メガネを着用している。
- 下戸で酒が飲めない。
- 趣味は釣り、ゴルフ（ベストスコアは90後半）、カメラ、 神社巡り、スポールブール。
- 特技は備中神楽 、古事記・日本書紀の知識、プレゼン。備中神楽には2歳から親しみ、「い〜や、〇〇!!」とよく通る歌舞伎を思わせる節回しの掛け声と共に大きな身ぶりを交えながらのツッコミは、備中神楽の影響を受けて生まれた。
- 水木しげるファンで妖怪好き。Twitterで「たけるの妖怪図鑑」を連載している。｢カッパ捕獲許可証」も取得している。
- 神社庁登録の備中神楽による『神楽師』の資格を持っている。曽祖父の影響で2歳から習っていた（親戚で高梁市重要無形文化財保持者の西平一夫の影響とも）。
- 幼少期から備中神楽で舞台へ立っていたことに加え、目立ちたがり屋な性格から小学校では児童会長、中高校時代において生徒会長を務め、人前に立つのは慣れていたという。高校時代はアマチュアバンド「Rucky」のボーカル担当だった。
- ツッコミのジャンルは「乱痴気パーティー男爵」。
- 漫才を始める時にボタンを閉めるのは、落語家が本題へ入る際にする仕草を参考にした。
- 何でもいいから有名になりたくて上京したということで、大学進学も上京するための口実だったという。最初はモデルを目指していた時期もあったが結局挫折した。好きなモデルには大倉士門を挙げている。
- 2015年頃まで、｢たけやん」という芸名を名乗っていた。その由来は当時の交際相手から呼ばれていたあだ名である。

## 来歴
2人が出会ったきっかけは、SNSによる芸人の相方募集の掲示板。たけるは大学1年の終わり頃からいくつかお試しのコンビを組んでインディーズライブに出演していたが、どれも長続きしなかった。掲示板には「天下とりましょう」の言葉と共に初舞台の時のネタの動画も添えて上げており、ショーゴはその特徴的なとても通る声での喋りに「初舞台でこれだけ喋れる奴はなかなかいない」と感じた。ショーゴにとってこの掲示板を通して会うのはたけるが2人目だったが、こいつでいいと思って結成を決める。ショーゴはたけると実際に会って顔も決め手になったらしく「俺の顔がちょっと怖い感じなので、華のある感じの奴を置いた方がいい」と思ったからという。最初の待ち合わせ場所は新宿のバーガーキングであった。同級生コンビではないためまずはお互いのことを知ろうと同居していた時期があった。
コンビ名は、七福神の一柱である布袋尊が由来。「東京」の部分は岡山出身のたけるにとって単にかっこいいと考えて付け足した。そのため、コンビ名を『東京布袋尊』と表記される場合もある。
先輩の井戸田潤（スピードワゴン）とたけるは、互いに強く尊敬しあう親しい仲。特にたけるは井戸田のピンネタであるハンバーグ師匠のパロディとして、「メロンパン先生」というピンネタを披露することもある。
M-1グランプリでは2015年・2016年は2回戦敗退だったが、2017年より3年連続での準決勝進出を経て、2020年にて決勝へ駒を進めた。決勝戦では敗者復活のインディアンスに続く2番手として登場したが、合計617点、最終結果は第10位（最下位）に終わった。その後は2021年にて準決勝敗退、2022年・2023年にて準々決勝敗退に終わっている。
それでもM-1決勝進出をきっかけにテレビ番組への出演が増えるようになり、2022年では出演数が倍増（146本→304本）し、ニホンモニターが調査・発表した「2022ブレイクタレント」において第3位にランクイン。さらに2023年では「テレビ番組出演本数ランキング」の関東部門において、たけるが464本で8位、ショーゴが446本で12位にランクインし、M-1後のブレイクが改めて証明された形となった。

## 芸風
漫才のジャンルは「剛毛僧侶と薄毛大工の言葉攻め」。
主に漫才を得意とする。ショーゴの冷静なボケにたけるが軽いノリでツッコむスタイルで、その温度差が笑いの元とも言われている。2017年以降、備中神楽の囃子ことばの口調にアレンジを加えたものとポーズで例えツッコミをするたけるのスタイルが注目され始め、｢ツッコミがまるでボケのようになっている」と評されることもある。
最初はショーゴが書いた台本通りにネタをやっていたがいまいちパッとせず、試しにアドリブでネタをやったところ、その伝統芸能調の声のノリに2人で大笑いしたため、この芸風を取り入れることになった。当時を振り返ってショーゴは「たけるの素の方が面白かった」と話している。そのまま地の岡山弁でツッコミをすると先輩のノブ（千鳥）に似ていると言われてしまうため、それを避けることも目的であった。

## 賞レース成績

### M-1グランプリ
| 年度             | 結果         | エントリー No. | 備考                                     |
| ---------------- | ------------ | -------------- | ---------------------------------------- |
| 2015年（第11回） | 2回戦進出    | 357            |                                          |
| 2016年（第12回） | 2回戦進出    | 1085           |                                          |
| 2017年（第13回） | 準決勝進出   | 434            | 予選25位、敗者復活戦18位                 |
| 2018年（第14回） | 準決勝進出   | 3548           | 予選11位、敗者復活戦10位                 |
| 2019年（第15回） | 準決勝進出   | 2781           | 予選12位、敗者復活戦10位                 |
| 2020年（第16回） | 決勝10位     | 3000           | 決勝キャッチフレーズ「静ボケ剛ツッコミ」 |
| 2021年（第17回） | 準決勝進出   | 3914           | 敗者復活戦5位                            |
| 2022年（第18回） | 準々決勝進出 | 4697           |                                          |
| 2023年（第19回） | 準々決勝進出 | 5251           |                                          |
| 2024年（第20回） | 準々決勝進出 | 6608           |                                          |

### その他
- 2018年 - 第39回ABCお笑いグランプリ準優勝[41]（キャッチフレーズ「新世代のカブキもの」[42]）
- 2021年 - 賞金奪い合いネタバトル ソウドリ〜SOUDORI〜 シーズン6 優勝

## 現在の出演番組
テレビ
- ラヴィット!（TBSテレビ、2021年3月29日 - ） - 金曜隔週レギュラー→金曜レギュラー（2021年10月8日 - ）
- 天才てれびくん（NHK Eテレ、2023年4月3日 - ）
- 東京ホテイソンの発掘！ぼっけぇもん（吉備ケーブルテレビ、2023年6月7日 - ）
- 沼にハマってきいてみた（NHK Eテレ、2024年4月6日 - ） - たける（ロケリポーター）
- チャント!（CBCテレビ、2024年4月3日・4月11日 - ）「東京ホテイソンのはじめまして。」ロケリポーター
- 東京ホテイソンのノーカットホテイソン（MBC南日本放送、2024年10月14日 - ）

ラジオ
- ふわっち presents らじおっつ（TBSラジオ、2020年11月2日 - ） - グレープカンパニー所属芸人と週替わり交代
- 東京ホテイソンのよいしらせらしいよ（RCCラジオ・RSKラジオ、2024年9月7日 - ）

Web
- ラフ×ラフ公式YouTubeチャンネル（YouTube、2022年12月8日 - ） - アイドルグループ「ラフ×ラフ」の公式お兄ちゃんとしてMCで出演

## 過去の出演番組
テレビ
- 部活探検隊BUKATAN（千葉テレビ、2018年5月28日 - 2019年3月24日） - 月1回放送
- ど昼はドドっと!!（岡山放送、2021年4月3日 - 2022年3月19日） - 梶剛と共に「岡山・香川ゆかりサポーター」として出演
- 夢に向かう区民を追え!「願掛けホテイソン!」（ケーブルテレビ品川、2021年11月6日 - 2023年3月）
- りかりこ はじめました（TOKYO MX、2022年6月28日 - 8月30日） - MC
- 夜もほほおち（テレビ東京、2022年4月5日〈4日深夜〉 - 10月1日〈9月30日深夜〉） - メインキャスト
- よるパ!（テレビ東京、2022年10月4日〈3日深夜〉 - 2023年9月30日〈29日深夜〉） - メインキャスト
- おはスタ（テレビ東京、2023年4月21日 - 2024年12月27日） - 「なしことホテイソンのアニポケチャンネル」出演
- エンタメヒーロー!7ホテ（テレビ東京、2023年10月3日〈2日深夜〉 - 2024年6月28日）

テレビドラマ
- この男は人生最大の過ちです（朝日放送テレビ、2020年1月26日） - ショーゴ：宮川役/たける：姫田役
- ブラックガールズトーク 第1話（テレビ東京、2024年2月5日）
- 婚活1000本ノック 第7話（フジテレビ、2024年2月28日） - ショーゴ：玉井役
- 夫を社会的に抹殺する5つの方法 Season2（テレビ東京、2024年1月10日 - 3月27日） - 本人 役

ラジオ
- 東京ホテイソンのオールナイトニッポン0（ニッポン放送、2018年8月27日）
- 東京ホテイソンのグレープなラジオ（JFN PARK、2019年2月15日 - 3月29日）
- RADIO UnoZero（文化放送、2019年4月5日 - 2021年3月26日） - 声優の井口裕香と共演
- 東京ホテイソンの喋っちゃってよきかな?（FMくらしき、2020年7月4日 - 2022年6月4日） - 毎月第1土曜 22:00 - 22:30
- CultureZ（文化放送、2021年1月25日） - 土佐兄弟の代打としてパーソナリティを担当
- 東京ホテイソンのラジオ瓦版（ラジオ関西、2022年1月7日 - 12月30日）

Web
- 東京ホテイソンのい〜や、いい夜!!（YouTube、2021年5月20日 - 2022年1月24日） - 「ゼロxラボ Eats -イーツ-」内で配信
- 恋愛デスマッチ「国宝級彼氏オーディション」（TVerほか、2023年2月22日 - 3月22日） - 田中俊吾 役（たける）
- 風雲!たけし城（Amazon Prime Video、2023年4月21日・4月28日）

映画
- 劇場版 ほんとうにあった怖い話 事故物件芸人3（2021年9月10日）
- 君は永遠にそいつらより若い（2021年9月17日） - 堀貝の同級生 役（たける）
- 風の奏の君へ（2024年6月7日） - 藤井 役（たける）

舞台
- 舞台版 月ともぐら 胸キュンコラボグランプリ（2023年10月5日、東京・草月ホール）

CM
- 美作大学（2019年）- たけるのみ（ナレーション）
  - 鉛筆篇
  - 合格率100％編

- シグマ電機株式会社（2020年）
  - 「子供の名前」編
  - 「就職した」編
  - 「モテる仕事」編
  - 「進路相談」編

- クーナッツ「クーナッツ漫才大賞 supported by 食玩ジャパン」（2020年、バンダイ×BEAMS JAPAN）
  - 東京ホテイソン編

- 株式会社リンレイ（2021年）- たけるのみ
  - ウルトラレモンクリーナー「教えてあげる」篇
  - ウルトラハードクリーナー カビ用「のぞき込む夫婦」篇

## ライブ
2017年
- 4月23日 - 東京ホテイソンのドタバタ劇場（ラスタ原宿）
- 6月25日 - 東京ホテイソンのドタバタ劇場 vol.2（ラスタ原宿）
- 8月27日 - 東京ホテイソンのドタバタ劇場 vol.3（ラスタ原宿）
- 10月29日 - 東京ホテイソンのドタバタ劇場 vol.4（ラスタ原宿）
- 12月23日 - 東京ホテイソンのドタバタ劇場 the final（ラスタ原宿）

2021年
- 6月13日 - 東京ホテイソン新ネタLIVE 続・ドタバタ劇場（新宿バティオス）

2022年
- 東京ホテイソン第1回単独公演「洒落柿」
  - 5月6日 - 日本橋公会堂
  - 5月14日 - 仙台市シルバーセンター
  - 5月27日 - 今池ガスホール
  - 5月29日 - 西鉄ホール
  - 6月4日 - 岡山さん太ホール
  - 6月5日 - 朝日生命ホール

2023年
- 東京ホテイソン第2回単独公演「孔雀緑」
  - 4月26日 - 渋谷区文化総合センター大和田 伝承ホール
  - 5月3日 - 今池ガスホール
  - 5月13日 - 仙台市シルバーセンター
  - 5月21日 - 大阪ドーンセンター ホール
  - 6月3日 - cube garden
  - 6月10日 - 岡山さん太ホール
  - 6月11日 - 広島JMSアステールプラザ 中ホール
  - 6月17日 - 電気ビルみらいホール
  - 6月24日・25日 - なかのZERO 小ホール

2024年
- 東京ホテイソン第3回単独公演「銀鼠」
  - 3月5日 - 渋谷区文化総合センター大和田 伝承ホール
  - 3月17日 - 仙台市福祉プラザ ふれあいホール
  - 3月30日 - 大阪ドーンセンター ホール
  - 3月31日 - 岡山さん太ホール
  - 4月6日 - 西鉄ホール
  - 4月13日 - 今池ガスホール
  - 4月20日 - cube garden
  - 4月27日・28日 - なかのZERO 小ホール

2025年
- 東京ホテイソン第4回単独公演「瓶覗」
  - 5月23日 - 渋谷区文化総合センター大和田 伝承ホール
  - 5月31日 - イズミティ21 小ホール
  - 6月7日 - 大阪ドーンセンター ホール
  - 6月8日 - おかやま未来ホール
  - 6月14日 - カクイックス交流センター県民ホール
  - 6月20日 - 静岡市清水文化会館マリナート 小ホール
  - 6月28日 - 中電ホール
  - 7月4日・5日 - 渋谷区文化総合センター大和田 さくらホール